# THE PREMIUM
THE PREMIUMは、ソフトバンクモバイルが高級デザインに仕上げている携帯電話シリーズ。端末は、シャープ製。

## 端末
- SoftBank 820SH
- SoftBank 821SH
- SoftBank 823SH - TEXTUREの名を加えて持つ。
- SoftBank 824SH - WATERPROOFの名を加えて持ち、Elegant LineとActive Lineのシリーズにさらに分けられる。
- SoftBank 935SH - WATERPROOFの名を加えて持つ。
- SoftBank 942SH - 5代目という意味での5の名を加えて持つ。
- SoftBank 841SH - 6代目という意味での6と、WATERPROOFの名を加えて持つ。
- SoftBank 004SH - 7代目という意味での7と、WATERPROOFの名を加えて持つ。ケータイWi-Fi対応。
- SoftBank 009SH - THE PREMIUM 初のスマートフォン機種。「AQUOS PHONE」というスマートフォンブランドも持っているがサブブランドが「THE PREMIUM」である。
- SoftBank 109SH - 9代目という意味での9と、WATERPROOFの名を加えて持つ。プラチナバンド対応。ケータイWi-Fiには対応していない。
- SoftBank 301SH - 10代目という意味での10と、WATERPROOFの名を加えて持つ。プラチナバンド対応。ケータイWi-Fiには対応していない。

## 概要
ボディにステンレス素材を採用した820SH、821SH（ともに2007年12月発売）に対し、高級感を高める意味で "THE PREMIUM" の名がつけられたことが始まりである。それ以降、着せ替えパネルに対応した 823SH、防水に対応する 824SHが発売された。この8xxシリーズはミドルレンジモデルにあたり、機能、スペックの安定さから、ディズニーモバイルや、GENTシリーズなどのベースにされることが多い。935SH以降は、9xxシリーズのハイスペックモデルでも展開されている。
841SH以外はワンセグに対応しており、また、935SH、942SH、004SHにはCCDカメラが搭載されている。823SHには、1298万円で販売された「823SH Tiffanyモデル」も存在する。

## ベースとなっている端末、兄弟機となっている端末
- 820SH、821SH - DM001SH
- 823SH - 上記2機種、DM002SH（着せ替えパネルではない）
- 824SH - DM003SH
- 935SH - 934SH、936SH
- 942SH - 942SH KT、SH-02B、DM005SH、SH007
- 841SH - 841SHs、842SH、843SH
- 004SH - 004SH PJ
- 009SH - 009SH Y、DM010SH